# Stazione di Sōzenji
La Stazione di Sōzenji (崇禅寺駅?, Sōzenji-eki) è una stazione ferroviaria delle Ferrovie Hankyū situata a Ōsaka, e si trova nel quartiere di Higashiyodogawa-ku.

## Linee
Ferrovie Hankyū
■ Linea principale Hankyū Kyōto
■ Linea Hankyū Senri

## Struttura
La stazione è realizzata in superficie e dispone di due marciapiedi laterali con due binari passanti.
| Nord | ■ Linea principale Hankyū Kyōto | per Kyoto Kawaramachi, Karasuma, Kita-Senri e Arashiyama |
| Sud  | ■ Linea principale Hankyū Kyōto | per Umeda, Jūsō, Kōbe e Takarazuka                       |

## Stazioni adiacenti
| «                                 | Servizio           | »                  |
| Linea Hankyū Kyōto                | Linea Hankyū Kyōto | Linea Hankyū Kyōto |
| --------------------------------- | ------------------ | ------------------ |
| Minamikata                        | Locale             | Awaji              |
| Tutti gli altri treni non fermano |                    |                    |